# Campoplex cylindricus
Campoplex cylindricus là một loài tò vò trong họ Ichneumonidae.